# Miquel Ferrer Viver
Miquel Ferrer Viver (Alcúdia, Mallorca, 21 de febrer de 1967) és un expolític mallorquí d'Unió Mallorquina. Ocupà el càrrec de conseller de Turisme del Govern de les Illes Balears des del 10 de desembre de 2009 al 5 de febrer de 2010.
Estudià a la Universitat de les Illes Balears dret. Casat i pare de dues filles, viu a Alcúdia. És amant de la història i de les tradicions mallorquines i gran jugador de Truc i de pàdel. Entre les seves aficions destaquen: el futbol, la lectura, la història i la música. És membre de l'Obra Cultural Balear. Ferrer és membre de la Confraria del Sant Crist d'Alcúdia des de 1972.

## Etapa política

### Ajuntament d'Alcúdia
Tot i que anà a llistes d'UM a Alcúdia al 1987 en el número 5, no aconseguí sortir elegit de regidor. Aquell any, també anà a les llistes del parlament de les Illes Balears per UM de número 30.
El 1995, amb 28 anys, va ser el candidat de UM a Alcúdia i sortí elegit com a únic regidor del partit a Alcúdia. A través d'un pacte amb el PP que governà en aquell moment el municipi, fou nomenat primer tinent de batle i regidor de Cultura, Esports i Participació Ciutadana.
A les següents eleccions, les eleccions municipals espanyoles de 1999, aconseguí multiplicar per 2'6 els vots (és a dir més del doble), ja que passà dels 525 (7'86 % del cens) del 1995 als 1.412 del 1999 (16'84 % del cens), passant de 1 regidor a 6. A través d'un pacte, firmat mitja hora abans del ple, amb el PSIB, que havia tret 5 regidors, aconseguí ser triat batle d'Alcúdia. En base a aquest pacte el socialista Antoni Alemany fou batle del maig de 2002 al maig de 2003. A les eleccions municipals espanyoles de 2003 aconseguí 2.194 vots (24'49% del cens), essent el partit més votat i tornà pactar amb el PSIB. A les eleccions municipals espanyoles de 2007, amb el 19'45 % del cens, aconseguí mantenir la primera posició i pujà a 7 regidors. Aconseguí anar revalidant el càrrec fins al 14 de gener de 2010, dia en que renuncià per dedicar-se de ple a ser conseller de Turisme del Govern, càrrec adquirit un mes abans.

### Conseller de Turisme
El 10 de desembre de 2009 va ser anomenat Conseller de Turisme del Govern de les Illes Balears per el president Francesc Antich. Fou el tercer conseller de l'àrea en aquella legislatura, després de Buils i la dimissió de Miquel Nadal. Fou cessat com a conseller a causa de la decisió de Francesc Antich de prescindir de tots els càrrecs de UM després de la investigació per diversos casos.

### Unió Mallorquina
A dins el partit, ostentà diversos casos. Començà militant a la Joventut Nacionalista de Mallorca. Fou Secretari General d'Unió Mallorquina des de finals del 2007 fins al juny del 2009. Fou membre del Consell Polític i del Comitè Executiu d'Unió Mallorquina. Fou secretari d'UM a Alcúdia durant uns anys, càrrec que deixà en ser nomenat el primer batle d'Alcúdia per UM en 1999, càrrec que durà a terme fins finals de gener de 2010.